# 워런 M. 앤더슨
워런 매티스 앤더슨(Warren Mattice Anderson, 1915년 10월 16일, 뉴욕주 셔냉고 카운티 베인브리지 ~ 2007년 6월 1일)은 미국의 정치인으로 뉴욕주 부지사 권한대행이다.

## 학력
- 콜게이트 대학교
- 올버니 법학대학원

## 경력
- 올버니 로 리뷰 부편집장
- 제2차 세계대전 미국 육군 복무
- 제2차 세계대전 법무관 군단 중위 계급
- 브룸 카운티 보조 카운티 검사
- 뉴욕주 빙엄턴 법률 사무소 힌만, 하워드 & 카텔 합류
- 1953.01 ~ 1954.12 제169대 미국 뉴욕 제45구 상원의원
- 1955.01 ~ 1965.12 제170·171·172·173·174·175대 미국 뉴욕 제47구 상원의원
- 1966.01 ~ 1966.12 제176대 미국 뉴욕 제55구 상원의원
- 1967.01 ~ 1982.12 제177·178·179·180·181·182·183·184대 미국 뉴욕 제47구 상원의원
- 1983.01 ~ 1988.12 제185·186·187대 미국 뉴욕 제51구 상원의원
- 1973.01 ~ 1988.12 뉴욕 상원 다수당 대표
- 1973.01 ~ 1988.12 뉴욕 상원 임시의장
- 1973.12 ~ 1973.12 뉴욕 부지사 권한대행
- 1985.02 ~ 1986.12 뉴욕 부지사 권한대행
- 1989 ~ 2007 뉴욕주 빙엄턴 법률 사무소 힌만, 하워드 & 카텔 재합류

## 역대 선거 결과
| 선거명      | 직책명                 | 대수  | 정당   | 득표율 | 득표수   | 결과 | 당락             |
| ----------- | ---------------------- | ----- | ------ | ------ | -------- | ---- | ---------------- |
| 1952년 선거 | 상원의원 (뉴욕 제45부) | 169대 | 공화당 | 69.65% | 60,031표 | 1위  | 뉴욕 주의원 당선 |
| 1954년 선거 | 상원의원 (뉴욕 제47부) | 170대 | 공화당 | 69.11% | 40,855표 | 1위  | 뉴욕 주의원 당선 |
| 1956년 선거 | 상원의원 (뉴욕 제47부) | 171대 | 공화당 | 69.74% | 61,432표 | 1위  | 뉴욕 주의원 당선 |
| 1958년 선거 | 상원의원 (뉴욕 제47부) | 172대 | 공화당 | 63.39% | 45,493표 | 1위  | 뉴욕 주의원 당선 |
| 1960년 선거 | 상원의원 (뉴욕 제47부) | 173대 | 공화당 | 61.01% | 56,107표 | 1위  | 뉴욕 주의원 당선 |
| 1962년 선거 | 상원의원 (뉴욕 제47부) | 174대 | 공화당 | 65.55% | 48,119표 | 1위  | 뉴욕 주의원 당선 |
| 1964년 선거 | 상원의원 (뉴욕 제47부) | 175대 | 공화당 | 56.49% | 48,131표 | 1위  | 뉴욕 주의원 당선 |
| 1965년 선거 | 상원의원 (뉴욕 제55부) | 176대 | 공화당 | 68.00% | 46,981표 | 1위  | 뉴욕 주의원 당선 |
| 1966년 선거 | 상원의원 (뉴욕 제47부) | 177대 | 공화당 | 63.03% | 66,233표 | 1위  | 뉴욕 주의원 당선 |
| 1968년 선거 | 상원의원 (뉴욕 제47부) | 178대 | 공화당 | 62.06% | 75,219표 | 1위  | 뉴욕 주의원 당선 |
| 1970년 선거 | 상원의원 (뉴욕 제47부) | 179대 | 공화당 | 65.29% | 66,165표 | 1위  | 뉴욕 주의원 당선 |
| 1972년 선거 | 상원의원 (뉴욕 제47부) | 180대 | 공화당 | 55.81% | 64,901표 | 1위  | 뉴욕 주의원 당선 |
| 1974년 선거 | 상원의원 (뉴욕 제47부) | 181대 | 공화당 | 55.67% | 56,623표 | 1위  | 뉴욕 주의원 당선 |
| 1976년 선거 | 상원의원 (뉴욕 제47부) | 182대 | 공화당 | 67.61% | 80,679표 | 1위  | 뉴욕 주의원 당선 |
| 1978년 선거 | 상원의원 (뉴욕 제47부) | 183대 | 공화당 | 61.45% | 56,266표 | 1위  | 뉴욕 주의원 당선 |
| 1980년 선거 | 상원의원 (뉴욕 제47부) | 184대 | 공화당 | 71.94% | 81,946표 | 1위  | 뉴욕 주의원 당선 |
| 1982년 선거 | 상원의원 (뉴욕 제51부) | 185대 | 공화당 | 69.28% | 68,333표 | 1위  | 뉴욕 주의원 당선 |
| 1984년 선거 | 상원의원 (뉴욕 제51부) | 186대 | 공화당 | 75.35% | 91,156표 | 1위  | 뉴욕 주의원 당선 |
| 1986년 선거 | 상원의원 (뉴욕 제51부) | 187대 | 공화당 | 69.11% | 59,168표 | 1위  | 뉴욕 주의원 당선 |